# Mortimer Durand
Pour les articles homonymes, voir Durand.
Henry Mortimer Durand (14 février 1850, Sehore, Bhopal, Inde – 8 juin 1924, Polden, Somerset, Angleterre) est un diplomate et un administrateur colonial en Inde britannique.

## Jeunesse
Né en Inde, il était le fils de Sir Henry Marion Durand, un officier de l'armée britannique et administrateur colonial, résident de Baroda. Il suivit une éducation à la (en) Blackheath Proprietary School et la Tonbridge School.
Son père Henry Marion Durand, né à Coulandon en France, était le fils illégitime du major Henry Percy, officier de cavalerie, et de Marion Durand, une prisonnière française des guerres napoléoniennes,.

## Carrière
Il intégra ensuite l'Indian Civil Service en 1873. Durant la Seconde guerre anglo-afghane (1878-1880), il fut secrétaire politique à Kaboul. De 1884 à 1894, il fut le Foreign Secretary d'Inde. Durand fut nommé ministre plénipotentiaire à Téhéran en 1894 où, bien qu'ayant suivi des études universitaires sur la Perse et parlant couramment la langue, il fit peu impression tant à Téhéran qu'auprès de son supérieur hiérarchique à Londres. Il quitta son poste en 1900 alors qu'à la suite de la maladie de son épouse, il s'était déjà retiré de la vie sociale et la légation était désorganisée et peu motivée. De 1900 à 1903, il fut ambassadeur en Espagne et de 1903 à 1906 ambassadeur aux États-Unis.

## Ligne Durand
En 1893, il négocia avec Abdur Rahman Khan, l'émir de l'Afghanistan, la frontière entre l'Inde Britannique et l'Afghanistan. Cette ligne, nommée d'après lui la ligne Durand, est restée la frontière internationale entre l'Afghanistan et le Pakistan d'aujourd'hui, officiellement reconnue par la plupart des pays mais restant encore un point de contentieux entre les deux pays.

## Œuvres littéraires
À partir 1906, date de son retour en Angleterre, il se consacra à l'écriture.
Il publia une biographie de son père, le général Henry Marion Durand (1812-1871) et avait des ambitions de romancier, avec souvent son épouse Lady E. R. Durand (1852-1913) comme coauteur. Parmi ses publications, on peut citer :
- An Autumn Tour in Western Persia (1902)
- Nadir Shah: An Historical Novel (1908), sur l’empereur Nader Chah
- The Life of Field-Marshal Sir George White, V.C. (1915), sur le maréchal George White

## Source
- (en) Cet article est partiellement ou en totalité issu de l’article de Wikipédia en anglais intitulé « Mortimer Durand » (voir la liste des auteurs).